# Carrasco
Carrasco is een provincie in het oosten van het departement Cochabamba in Bolivia. De provincie heeft een oppervlakte van 15.045 km² en heeft 135.097 inwoners (2012). De hoofdstad is Totora.
Carrasco is verdeeld in zes gemeenten:
- Chimoré
- Pojo
- Pocona
- Puerto Villarroel
- Totora
- Entre Ríos

## Trivia
In Montevideo, de hoofdstad van Uruguay, is een wijk en een vliegveld (Aeropuerto Internacional de Carrasco) met dezelfde naam.
Arani · 
Arque · 
Ayopaya · 
Bolívar · 
Capinota · 
Carrasco · 
Cercado · 
Chapare · 
Esteban Arce · 
Germán Jordán · 
Mizque · 
Narciso Campero · 
Punata · 
Quillacollo · 
Tapacarí · 
Tiraque